# Problèmes de Smale
En mathématiques, les problèmes de Smale forment une liste de 18 problèmes non résolus en mathématiques, proposée par Steve Smale en 2000. Smale a donné cette liste en réponse à une demande de Vladimir Arnold, alors président de l'Union mathématique internationale, qui avait proposé à plusieurs mathématiciens de composer une liste de problèmes pour le XXIe siècle, dans l'esprit de la liste des problèmes de Hilbert. Certains des problèmes de Smale font partie de la liste, établie également en 2000, des problèmes du prix du millénaire.

## Liste des problèmes
La table suivante donne une brève description des problèmes et de l'état actuel des recherches ; pour une présentation plus rigoureuse, voir l'article de Smale cité en référence.
| #  | Formulation                                                                                | État |
| -- | ------------------------------------------------------------------------------------------ | --- |
| 1  | Hypothèse de Riemann (8e problème de Hilbert et 1er problème du prix du millénaire)        | Non résolu |
| 2  | Conjecture de Poincaré (2e problème du prix du millénaire)                                 | Démontrée par Grigori Perelman en 2002. |
| 3  | Est-ce que P = NP ? (3e problème du prix du millénaire)                                    | Non résolu |
| 4  | Nombre des racines entières des polynômes à une variable                                   | Non résolu |
| 5  | Hauteur des solutions des équations diophantiennes                                         | Non résolu |
| 6  | En mécanique céleste, le nombre d'équilibres relatifs est-il fini ?                        | Démontré pour cinq corps par A. Albouy et V. Kaloshin en 2012. |
| 7  | Distribution optimale de points sur la 2-sphère                                            | Non résolu |
| 8  | Utilisation des systèmes dynamiques en économie                                            | Non résolu |
| 9  | Le problème d'optimisation linéaire                                                        | Non résolu |
| 10 | Le « lemme de fermeture » dans le cas discret                                              | Non résolu. Charles Pugh a démontré le lemme dans le cas continu en 1967 ; voir le lemme de fermeture de Pugh (en) |
| 11 | Les dynamiques de dimension 1 sont-elles hyperboliques en général ?                        | Non résolu |
| 12 | Centralisateurs des difféomorphismes                                                       | Résolu en topologie C1 par C. Bonatti, S. Crovisier et A. Wilkinson en 2009. |
| 13 | Le seizième problème de Hilbert                                                            | Non résolu |
| 14 | Attracteur de Lorenz                                                                       | Résolu en 2002 par Warwick Tucker, en utilisant l'arithmétique des intervalles. |
| 15 | Stabilité des solutions des équations de Navier-Stokes (6e problème du prix du millénaire) | Non résolu |
| 16 | Conjecture du jacobien (ou conjecture de Dixmier, qui lui est équivalente)                 | Non résolu |
| 17 | Résolution des équations polynomiales en temps moyen polynomial                            | Résolu entre 2008 et 2016. Carlos Beltrán Álvarez et Luis Miguel Pardo construisirent un algorithme probabiliste de complexité polynomiale en moyenne. Felipe Cucker et Peter Bürgisser, utilisant une « analyse lisse » d'un algorithme probabiliste analogue au précédent, obtinrent un algorithme déterministe en temps {\displaystyle N^{O(\log \log N)}}. Finalement, utilisant une autre méthode, Pierre Lairez (d) exhiba une version déterministe du premier algorithme, conservant cette fois la complexité polynomiale en moyenne. Tous ces résultats font suite aux travaux fondateurs de Shub et Smale sur les séries de Bézout. |
| 18 | Limites de l'intelligence                                                                  | Non résolu |

## Sources
- (en) Cet article est partiellement ou en totalité issu de l’article de Wikipédia en anglais intitulé « Smale's problems » (voir la liste des auteurs).
- (en) Eric W. Weisstein, « Smale's Problems », sur MathWorld